# Альбрехт, Георг фон
Георг фон А́льбрехт (нем. Georg von Albrecht; 19 марта 1891, Казань — 15 марта 1976, Гейдельберг) — немецкий композитор и педагог.
Пятый ребёнок в семье работавшего в России немецкого математика и его жены, дочери казацкого полковника, в юности бравшей уроки музыки в Тифлисе у Эдуарда Эпштейна. Окончил Царскосельскую гимназию (1910, с золотой медалью) и Штутгартскую консерваторию (1913, у Макса фон Пауэра и Генриха Ланга), затем вернулся в Россию, учился в Москве у Сергея Танеева и в Санкт-Петербурге у Александра Глазунова и Язепа Витола. Выпускной экзамен в качестве концертного пианиста Албрехт сдал в виде сольного концерта в 1914 году. Преподавал в училище при Московской консерватории, затем, в 1923 году окончательно выехал в Германию.
В композиторском наследии Альбрехта важное место занимают фортепианные сочинения — четыре сонаты, 24 прелюдии Op. 42 (1934) и др. Ему принадлежат также струнные квартеты, фортепианное трио, струнное трио, духовой квинтет, сонаты для скрипки и фортепиано и для альта, прелюдия и фуга для флейты, сочинения для камерного оркестра. Манера Альбрехта сакцентирована в большей степени на камерной музыке и романсах (тексты Пушкина, Бальмонта и др.), однако признанием профессионалов пользовался и его концерт для скрипки с оркестром. В поздние годы Альбрехт обратился к крупной хоровой форме, написав «Реквием» и Te Deum.
Мировая премьера оперы Альбрехта, «Отче наш. Прощение», состоялась 20 мая 2011 г. в рамках Дягилевского фестиваля в Перми, в театре им. Чайковского: дирижёр Валерий Платонов, хормейстеры Дмитрий Батин и Татьяна Степанова, художник Елена Соловьева, оркестровка Луки Тессадрелли (Парма). Ещё в России была написана другая опера, «Рыцарь Олаф», партитура которой сохранилась. Потеряна музыка к драмам «Фуэнте овехуна» (Лопе де Вега) и «Френолог» (Козьма Прутков). Полное издание сохранившихся сочинений (9 томов) выпустило издательство «Петер Лант» (Франкфурт).
Мемуары Альбрехта, «От народной песни к додекафонии: Записки и воспоминания музыканта между Востоком и Западом» (нем. Vom Volkslied zur Zwölftontechnik — Schriften und Erinnerungen eines Musikers zwischen Ost und West), надиктованные им своему сыну, вышли в 1984 г. по-немецки, в 2004 г. в английском переводе. Русское издание осуществила Е. С. Фёдорова в 2006 году в рамках проекта МГУ имени Ломоносова «Возвращение культурного наследия семьи Альбрехт в Россию».
Первая жена — Ванда Альбрехт, урождённая Диджюлите. Вторая жена — Элиза фон Альбрехт, урождённая Кратц. Сын от второго брака — филолог Михаэль фон Альбрехт.

## Дискография
- Christiane von Albrecht, Helke Bier, Mirek Jahoda, Dorothea von Albrecht. Real Sound RS 051-0125.
- Georg von Albrecht, Piano Sonatas op.34, op.53, op. 72: Birgitta Wollenweber (piano). Real Sound RS 051-0030.
- Georg von Albrecht, Kammermusikwerke: Trio für Violine, Cello und Klavier op.32, Wintermärchen für Violine und Klavier op. 45,1, Improvisation für Cello op. 83 c; Trio für Violine, Viola und Cello op. 79, Sonate für Violine und Klavier op. 33.